# 约翰·格德特
约翰·杰拉尔德·格德特（英語：John Gerald Geddert，1957年12月21日—2021年2月25日）是美国竞技体操教练，曾率領美國女子體操隊奪得2012年倫敦奥运會女子團體金牌，也曾擔任乔婷·韦伯的固定教练。美国体操队性侵丑闻爆發後，格德特於2018年被美國體操總會停職。2021年2月25日，密歇根州檢察長奈塞爾（Dana Nessel）以性侵、人口販運、性侵犯、敲詐和欺騙警察等24項罪名對格德特發起訴訟。奈塞爾指控格德特在密歇根州開設體操學校，並為獲得經濟利益在學校內使用肢體暴力強迫學員訓練和參賽，同時還性侵體操學校學員，對學員造成精神傷害。在檢方發起訴訟的數小時後，格德特自殺身亡。